# Antracymycyna
Antracymycyna – organiczny związek chemiczny, antybiotyk odkryty w 2013 roku w bakteriach z rodzaju Streptomyces, wydobytych z osadów podmorskich u wybrzeża Kalifornii. Według wstępnych testów (2013) antybiotyk może być skuteczny w walce z laseczką wąglika.